# Lasotki (województwo mazowieckie)
Lasotki – wieś sołecka w Polsce położona w województwie mazowieckim, w powiecie płockim, w gminie Brudzeń Duży.
W skład sołectwa wchodzi także wieś Radotki. 
W latach 1975–1998 miejscowość administracyjnie należała do województwa płockiego.

## Położenie
Lasotki położone są w pobliżu Wisły oraz Skrwy Prawej, ok. 15 km na zachód od Płocka, graniczy z Siecieniem oraz Radotkami. Miejscowość znajduje się na historycznej ziemi dobrzyńskiej.

## Transport
Przez wieś przebiega droga wojewódzka nr 555 łącząca Murzynowo ze Srebrną.